# Гордон (Небраска)
Гордон (енгл. Gordon) град је у америчкој савезној држави Небраска.

## Демографија
По попису из 2010. године број становника је 1.612, што је 144 (-8,2%) становника мање него 2000. године.
| Група             | 2000.         | 2010.         |
| Белци             | 1.437 (81,8%) | 1.190 (73,8%) |
| Афроамериканци    | 0 (0,0%)      | 3 (0,2%)      |
| Азијати           | 5 (0,3%)      | 8 (0,5%)      |
| Хиспаноамериканци | 29 (1,7%)     | 68 (4,2%)     |
| Укупно            | 1.756         | 1.612         |